# 梁婉静
梁婉静（英語：Iwanbeo Leung，1965年11月11日—），香港女演员，前無綫電視艺员，香港名媛，丈夫為盈大地产港交所：0432行政总裁李智康。由於她曾在香港電台的《香蕉船》中演出，因此有香蕉船姐姐之稱，另有一綽號為小婉静。
梁婉靜早年就讀新法書院，於1980年代出道，入行前曾在堅道明愛成人教育中心學習。她主要活躍於1990年代，其代表作包括《射鵰英雄傳》及《壹號皇庭》系列，當中她先後在《壹號皇庭II》至《壹號皇庭IV》中先後扮演湯芷珊及湯芷琪一對孖生姊妹，與劇中由陶大宇飾演的主要角色師爺江承宇發展戀情。婚後淡出娱乐圈。
電影演出方面，她曾與狄龍在《又見冤家》中飾演一對情侶角色。

## 主要演出作品

### 電視劇（無綫電視）
| 年份   | 劇名            | 角色                                             |
| 1993年 | 壹号皇庭II      | 汤芷珊（Queenie）                                |
| 1993年 | 精靈酒店        |                                                  |
| 1994年 | 新重案傳真      | 劉詠儀                                           |
| 1994年 | 愛有明天        | 潘綺慧                                           |
| 1994年 | 射雕英雄传      | 包惜弱                                           |
| 1994年 | 壹号皇庭III     | 汤芷琪（Susan）- 汤芷珊妹妹                      |
| 1995年 | 壹号皇庭IV      | 汤芷琪（Susan）- 汤芷珊妹妹                      |
| 1997年 | 圆月弯刀        | 天美公主                                         |
| 1997年 | 刑事偵緝檔案III | 蔣瑤（檔案九：爸爸對不起）(方崇業已訂婚之未婚妻) |
| 1997年 | 美味天王        | 冰冰(胡天澤女友)                                 |
| 1997年 | 廉政追緝令      | 麥燕群                                           |
| 1998年 | 妙手仁心        | 杜慧玲（Rebecca，程至美前妻）                    |

### 電視電影（無綫電視）
| 年份   | 劇名     | 角色   |
| 1996年 | 飛越校園 | 羅穎雯 |

### 電視劇（中視）
1993年 戲説慈禧 飾麗妃

### 电视剧（香港電台）
| 年份   | 劇名                        | 角色   |
| 1990年 | 我們是這樣長大的:孩子有心事 |        |
| 1991年 | 裁決:投機分子               | Maggie |
| 1993年 | 人間有情:留影               | 莫慧妍 |

### 節目主持（無綫電視）
| 年份   | 節目名稱                                               |
| 1994年 | 大江南北（黑龍江特輯，拍檔：陳嘉輝）                   |
| 1995年 | 大江南北（珠海特輯，拍檔：王啟德）                     |
| 1995年 | 寰宇風情（阿曼特輯，拍檔：馬德鐘）                     |
| 1996年 | 永安旅遊話你知：點解泰國咁好玩（拍檔：陳山聰、陳少霞)  |
| 1996年 | 永安旅遊話你知：點解印度咁好玩（拍檔：陳山聰、陳法蓉） |
| 1997年 | 第一桶金的故事（拍檔：楊婉儀、劉倩怡）                 |
| 1997年 | 永安中國旅遊年 吃喝玩樂在廣西（拍檔：陳啟泰、徐濠縈）  |
| 1998年 | 第一桶金的故事2（拍檔：楊婉儀）                        |

## 電影
| 年份   | 片名                    | 角色                                   |
| 1986年 | 逃出珊瑚海              |                                        |
| 1988年 | 又見冤家                |                                        |
| 1990年 | 搶錢兄弟之鰂魚食大鱷    |                                        |
| 1991年 | 火爆浪子                |                                        |
| 1992年 | 黑太陽731續集之殺人工廠 |                                        |
| 1992年 | 至尊特警                |                                        |
| 1992年 | 孽慾隔牆花              |                                        |
| 1992年 | 特技情緣                |                                        |
| 1994年 | 青春火花                | （花名）：瀑布（爾冬陞好友／初戀情人） |

## 外部連結
- 香港電影資料館演員資料：梁婉靜[永久]